# 香日德古城
香日德古城，位于中国青海省都兰县香日德镇，为第二批青海省文物保护单位，公布日期为1957年12月13日，类型为古遗址。
香日德古城的历史年代为待定。